# Алоха

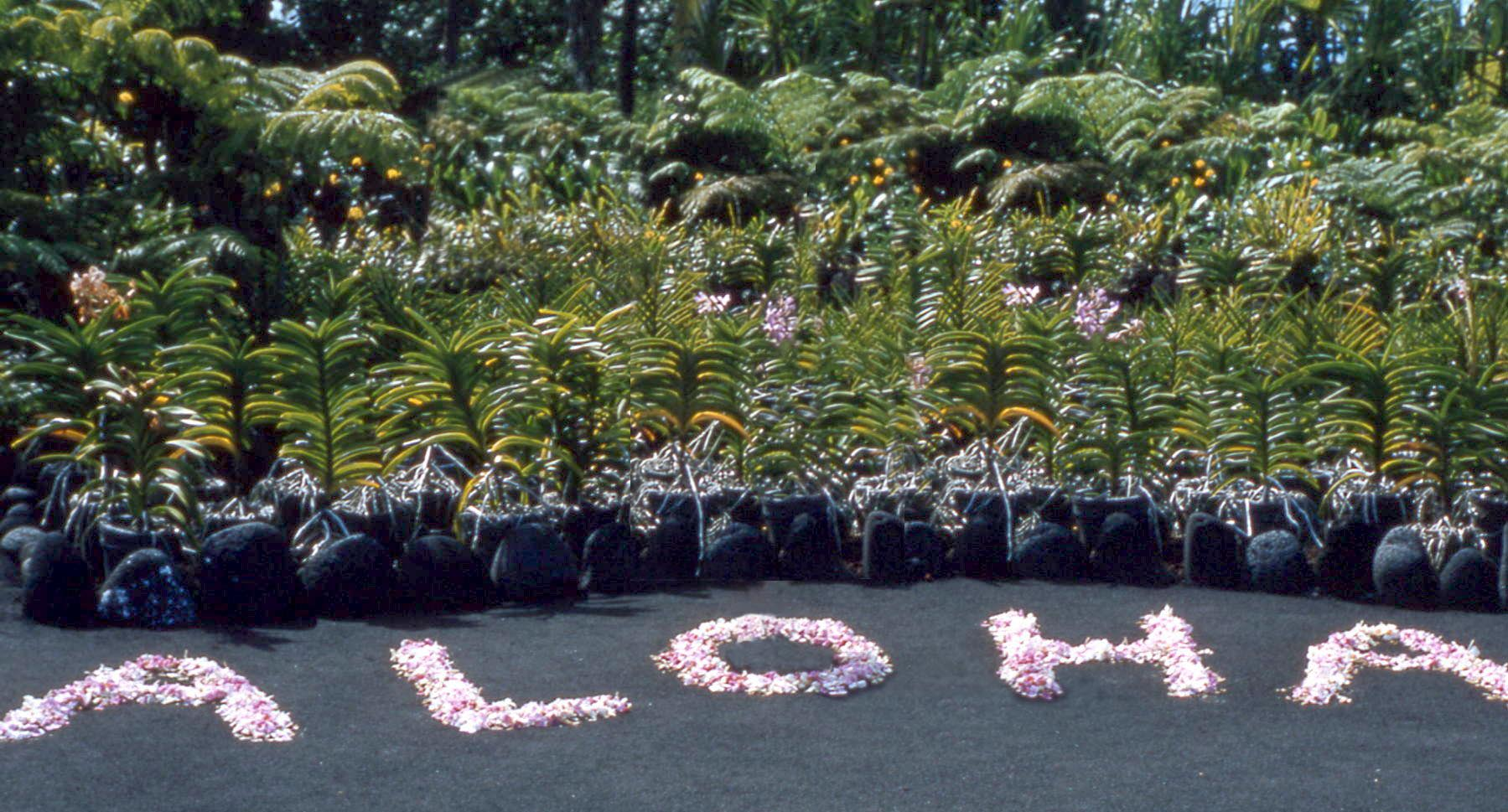
Квіти, упорядковані у формі слова aloha

Алоха ([ɑːˈloʊhɑː]; Гавайська: [əˈloːˌha]) — гавайське слово, яке одночасно означає любов, співчуття, ніжність, милосердя. Найчастіше використовується як вітання. Слово наявне у всіх полінезійських мовах і означає любов, співчуття, симпатію, лагідність. Має серйозний недолік у таїтянському та самоанському значеннях для вживання на Гаваях. Мері Кавена Пукуї писала, що вперше «алоха» прозвучав між батьками і дитиною. Слово прижилося до сучасної англійської, однак ним також і зловживали. Перший гавайський словник «A Dictionary of the Hawaiian Language» написав Лоррін Ендрюс. У ньому «алоха» описується як «слово, що виражає різні почуття: любов, прихильність, вдячність, лагідність, співчуття, горе, сучасне привітання при зустрічі, розлуку». «Hawaiian Dictionary: Hawaiian-English, English-Hawaiian», написаний Мері Кавена Пукуї і Самуєлем Гоут Ельбертом, має подібне визначення. Антрополог Френсіс Ньютон зазначає, що «Алоха є складним і глибоким почуттям. Такі емоції не піддаються визначенню». Анна Вєжбіцька зробила висновок, що термін не має аналогів в англійській мові.
1986 року в штаті Гаваї прийняли закон, який зобов'язує чиновників і суддів звертатися до громадян за допомогою слова «алоха».